# Учредительные документы
Учреди́тельные докуме́нты — документы, служащие основанием для деятельности юридического лица. Состав таких документов зависит от организационно-правовой формы создаваемого юридического лица.
В соответствии со статьёй 52 Гражданского Кодекса (редакция от 05.05.2014 г.) юридические лица, за исключением хозяйственных товариществ, действуют на основании уставов, которые утверждаются их учредителями (участниками). Хозяйственное товарищество действует на основании учредительного договора, который заключается его учредителями (участниками) и к которому применяются правила об уставе юридического лица.
Устав юридического лица должен содержать сведения о наименовании юридического лица, месте его нахождения, порядке управления деятельностью юридического лица, а также другие сведения, предусмотренные законом для юридических лиц соответствующих организационно-правовой формы и вида. В уставах некоммерческих организаций, уставах унитарных предприятий и в предусмотренных законом случаях в уставах других коммерческих организаций должны быть определены предмет и цели деятельности юридических лиц. Предмет и определённые цели деятельности коммерческой организации могут быть предусмотрены уставом также в случаях, если по закону это не является обязательным.